# روجر إسبينوزا
روجر إسبينوزا راميريز (بالإسبانية: Roger Espinoza) (مواليد 25 أكتوبر 1986 في بويرتو كورتيز) لاعب كرة قدم هندوراسي يلعب حاليا لصالح نادي كانساس سيتي ويزاردز الأمريكي .

## روابط خارجية
- روجر إسبينوزا على موقع الاتحاد الدولي (مؤرشف)  (الإنجليزية)
- روجر إسبينوزا على موقع الدوري الأمريكي (الإنجليزية)
- روجر إسبينوزا على موقع قاعدة بيانات كرة القدم.إي يو (الإنجليزية)
- روجر إسبينوزا على موقع ناشيونال فوتبول تيمز (الإنجليزية)
- روجر إسبينوزا على موقع Soccerbase.com (لاعب) (الإنجليزية)
- روجر إسبينوزا على موقع Soccerway.com (الإنجليزية)
- روجر إسبينوزا على موقع عالم كرة القدم.نت (الإنجليزية)
- روجر إسبينوزا على موقع كووورة
- روجر إسبينوزا على موقع أوليمبيديا (الإنجليزية)
- روجر إسبينوزا على موقع AS.com (الإسبانية)